# Bon père de famille
La notion de bon père de famille (ou bonus pater familias selon un latinisme d'usage courant dans les milieux juridiques) est un concept de droit civil. Il s'agit du comportement qu'aurait un individu abstrait  dans une situation donnée, servant de norme générale pour mesurer l'adéquation de  la conduite d'un individu concret placé dans la même situation afin de déterminer l'existence ou la mesure d'une éventuelle faute.

## Définition
Normalement prudent et diligent, attentif, soucieux des biens et/ou des intérêts qui lui sont confiés comme s'il s'agissait des siens propres, le bon père de famille est utilisé par les juristes comme mètre étalon pour déﬁnir, dans un contexte donné, la norme comportementale en se rapportant à un individu de référence.
Lorsque le comportement d'une personne s'est écarté de cette norme, il y a faute qui peut être simple ou lourde selon la gravité du comportement ou le degré de déviation par rapport à la norme. Cependant, même si les conséquences peuvent être différentes, la faute la plus légère impliquera la responsabilité civile de son auteur si elle a causé un dommage.

## Dans l'Antiquité
Dans l’Antiquité romaine, le pater familias est le père de famille et maître de maison, qui selon la loi des Douze Tables, a autorité sur les membres de sa famille, qui sont sous sa patria potestas (« puissance paternelle »). 
Cette autorité ne l'autorise pas nécessairement à mettre à mort les personnes «  dans sa puissance », contrairement à ce que suggère l'interprétation littérale de certains témoignages historiques destinés à illustrer les valeurs romaines. Le châtiment de l’épouse adultère est la prérogative du mari jusqu'à la loi Julia en 18 av. J.-C., qui lui interdit de tuer sa femme. Mais le flagrant délit avec son amant est une circonstance atténuante (qui perdure dans le droit français jusqu'en 1975). 

## Un terme en voie de disparition

### Droit français
Le sens de l'expression a glissé pour renvoyer à une norme, celle du « bon bourgeois, premier citoyen venu », selon la définition qu'en fait le dictionnaire Gaffiot. La définition du bon père de famille comme métaphore de la personne qui se comporte convenablement dans la société, selon des valeurs de prudence et de diligence, est utilisée dans le code civil en 1804, dont l’article 1806 indique que celui qui possède un troupeau « doit les soins d’un bon père de famille à la conservation du cheptel ».
La « puissance paternelle » disparaît du droit français en 1970.
En 1982 en France, la loi Quilliot  sur les droits et les devoirs des bailleurs et locataires (loi no 82-526 du 22 juin 1982) substitue à l’obligation « de jouir des locaux en bon père de famille » celle d’en jouir « paisiblement ».
Le « bon père de famille » reste dans le code civil jusqu’à la loi de 2014 relative à l’égalité réelle hommes-femmes. En janvier 2014, l'Assemblée nationale française adopte un amendement supprimant cette expression du droit français pour la remplacer par les termes « raisonnable » ou « raisonnablement »,. Cette suppression est confirmée dans la loi du 4 août 2014 relative à l'égalité hommes-femmes,. Jusqu’alors, une femme pouvait devoir s’engager à se comporter « en bon père de famille » lors de la signature d’un bail locatif. 

### Droit québécois
En droit québécois, le terme « bon père de famille » était utilisé dans le Code civil du Bas-Canada, mais il a été remplacé par le terme « administrateur prudent et diligent » dans le Code civil du Québec (art. 1128, 1725 et 1726 C.c.Q.). Toutefois, les deux termes ont un sens à peu près équivalent car ils renvoient à l'idée d'une personne prudente, donc il s'agirait vraisemblablement d'un changement cosmétique de terme plutôt que d'un changement de notion.

### Droit belge
En droit belge également, le "bon père de famille" s'est vu remplacé par l'expression "personne normalement prudente, raisonnable [et diligente] [placée dans les mêmes circonstances]".